# Кастро (дем Пеония)
Кастро (на гръцки: Κάστρο, Кастро, катаревуса Κάστρον) е село в Гърция, дем Пеония, област Централна Македония.

## География
Селото е разположено северно от град Ругуновец (Поликастро), близо до границата със Северна Македония, на 5 km южно от Ересели (Пондоираклия) и на 1 km югоизточно от бившето село Арджан.

## История
Селото е създадено от каракачани скотовъдци.  За пръв път се споменава в 1961 година.
| Година    | 1913 | 1920 | 1928 | 1940 | 1951 | 1961 | 1971 | 1981 | 1991 | 2001 | 2011 | 2021 |
| --------- | ---- | ---- | ---- | ---- | ---- | ---- | ---- | ---- | ---- | ---- | ---- | ---- |
| Население |      |      |      |      |      | 51   | 52   | 72   | 15   | 8    | 8    | 0    |